# Carte particulière des environs de Paris
La Carte particulière des Environs de Paris est une carte réalisée par l'Académie Royale en 1674, et gravée par François de La Pointe (1640?-1699?).

## Historique
Cette carte est la conséquence du souhait émis en 1668 par Colbert d'avoir des cartes géographiques de la France plus exactes que celles dont on disposait. 
Il en avise alors l'Académie des sciences qui charge l'astronome et géodésien Jean Picard de ce travail. Celui-ci effectue alors la première triangulation de Paris à Amiens avec sa méridienne et dresse ainsi les assises de la carte particulière des environs de Paris qu'il va suivre tout au long de sa réalisation par David Vivier.
Elle fut publiée en neuf planches entre 1671 et 1678.